# Lucia Casalini Torelli
Lucia Casalini Torelli (1677–1762) foi uma pintora italiana, ativa em Bolonha. Esposa do pintor Felice Torelli (e, por meio dele, cunhada do violinista e compositor Giuseppe Torelli). Ela nasceu em Bolonha, onde estudou com Giovanni Gioseffo dal Sole.